# Nicolas-Joseph Foucault

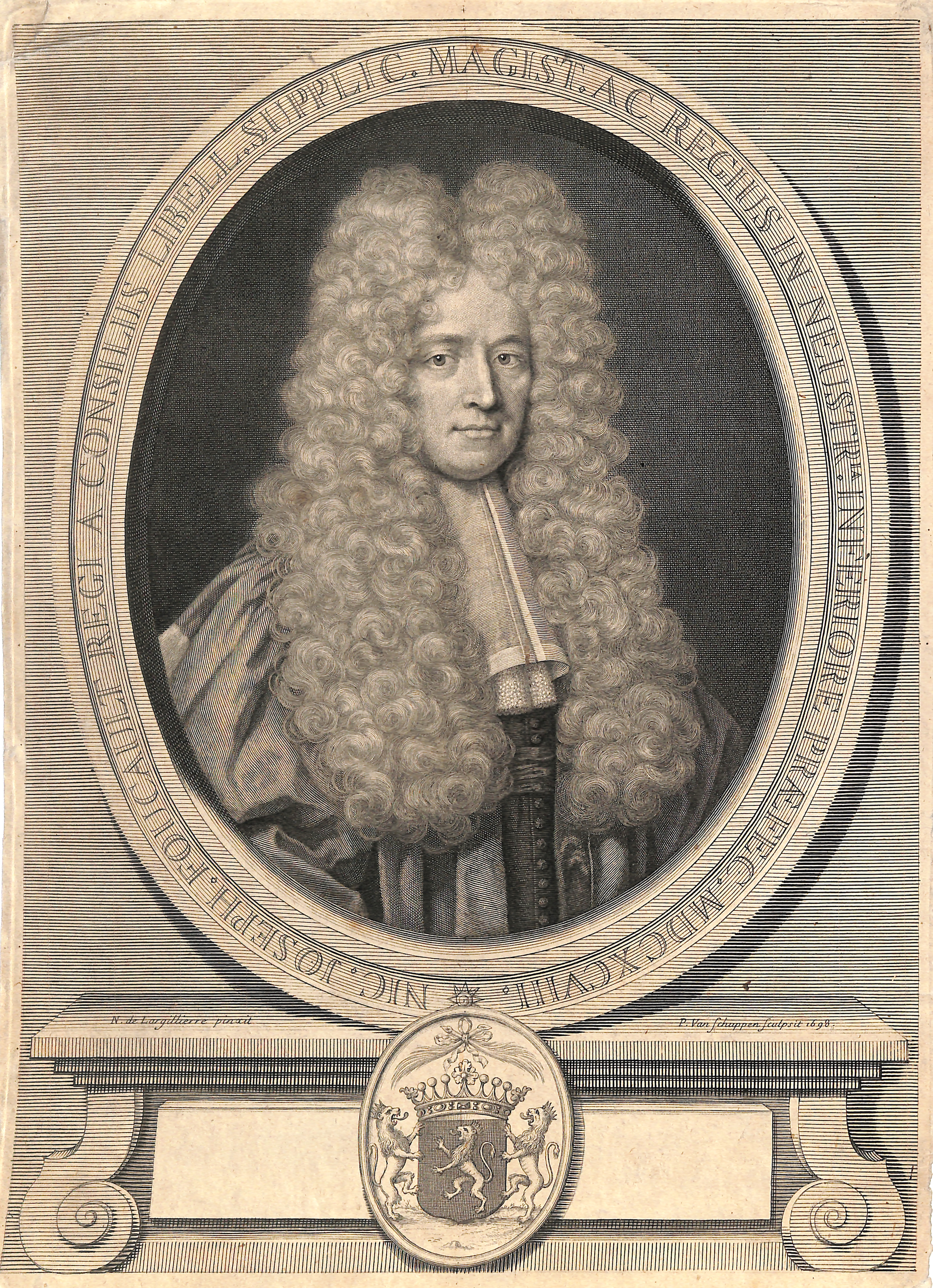
Nicolas-Joseph Foucault

Nicolas-Joseph Foucault (Parijs, 8 januari 1643 - aldaar, 17 februari 1721) was een Frans advocaat en hoge ambtenaar onder koning Lodewijk XIV van Frankrijk.

## Carrière
Foucault werd geboren in een familie van magistraten en werd een gerespecteerd advocaat. Als beschermeling van minister Jean-Baptiste Colbert werd hij door koning Lodewijk XIV vanaf 1674 benoemd als intendant van verschillende Franse généralités. Een intendant was een koninklijk ambtenaar in de provincie met ruime bevoegdheden.
Tussen 1674 en 1684 was Foucault intendant te Montauban. Daar werd hij geconfronteerd met het moeilijk samenleven tussen protestanten en katholieken. Hij zette de praktijk voort van het inkwartieren van soldaten bij protestantse burgers (dragonnade). Hij hield zich ook bezig met de verbetering van de scheepvaart op de Lot en de Garonne en met allerlei bouwactiviteiten. In Montauban liet hij samen met bisschop Jean-Baptiste-Michel Colbert de Saint-Pouange een centraal hospitaal bouwen en liet hij een wandelweg langs de Tarn aanleggen.
In 1684 werd hij intendant in Pau (Béarn) en vervolgens ook nog in Poitiers (1685) en Caen (1689-1706).

## Persoonlijk
Foucault huwde op 24 november 1675 in Montauban met Marie de Tassaud. Het echtpaar kreeg zes dochters en twee zonen.